# Chronicon Benifassani
El Chronicon Benifassani és un cronicó de la sèrie de Cronicons Rivipullensis redactats en llatí i que tingueren origen en el Monestir de Ripoll. Aquest sembla tenir un recorregut semblant al Cronicó Dertusense II, però aquest fou traslladat al Monestir de Benifassà el 1233, on fou continuat fins al 1276. Posteriorment li foren afegides diverses efemèrides desordenades compreses entre el 1148 i el 1319, i d'altres anotacions datades el 1348, el 1358, el 1373, el 1374, i una del 1411.